# ルイ・アレクサンドル・ド・ブルボン (トゥールーズ伯)
ルイ・アレクサンドル・ド・ブルボン（Louis Alexandre de Bourbon, 1678年6月6日 - 1737年12月1日）は、ブルボン朝期フランスの王族・軍人。トゥールーズ伯（在位：1681年 - 1737年）、パンティエーヴル公（在位：1697年 - 1737年）、ランブイエ公（在位：1711年 - 1737年）。

## 生涯
フランス王ルイ14世と、寵姫モンテスパン夫人の三男としてヴェルサイユで生まれた。メーヌ公ルイ・オーギュストは兄。
5歳で海軍提督となり、1684年2月には自らの名の付いた連隊の連隊長となった。スペイン継承戦争ではシチリア守備を担当した。1689年、ルイ・アレクサンドルは自身のブルターニュ知事の地位と交換して、ギュイエンヌ知事となった。
1696年1月に陸軍元帥、及びフランス軍司令官となった。1704年、ルイ・アレクサンドルはスペイン継承戦争において、敵方の英蘭連合軍をマラガの海戦で損害を与えたことで有名になった（戦略上は連合軍の勝利）。1713年、"トゥールーズ伯邸（現在はパリ1区・フランス銀行本店が入居）"を購入し居住。1714年夏には兄のメーヌ公らと共にルイ14世の正式なフランス王位継承者とされた。また、1715年に兄が起こした陰謀には慎重に対処し、最後まで関わらなかった。
1723年、貴族の娘マリー・ヴィクトワール・ド・ノアイユと結婚、一人息子ルイ・ジャンをもうけ、彼がパンティエーヴル公位を継いだ。オルレアン公ルイ・フィリップ2世の妻ルイーズ・マリーは、ルイ・アレクサンドルの孫にあたる。
1737年、ランブイエの私領で死去した。